# Jan Pawłowski (działacz opozycyjny)
Jan Pawłowski (ur. 15 maja 1945 w Stanisławowie, zm. 22 listopada 2005) – polski działacz opozycji antykomunistycznej, członek Solidarności Walczącej.

## Życiorys
W 1968 ukończył studia w zakresie fizyki na Uniwersytecie Wrocławskim, następnie pracownik naukowy tej uczelni i Politechniki Wrocławskiej.
Współtwórca kontrwywiadu tej organizacji, która prowadziła rozpracowywanie  Służby Bezpieczeństwa PRL (m.in. nasłuch radiowy, analiza rozmów radiowych SB, rozszyfrowywanie komunikatów SB, lokalizowanie punktów operacyjnych SB i analiza materiałów dostarczanych od współpracujących z opozycji funkcjonariuszy).
W latach 1992–1993 był dyrektorem delegatury Urzędu Ochrony Państwa we Wrocławiu.

## Odznaczenia
- Krzyż Oficerski Orderu Odrodzenia Polski (pośmiertnie, 2007)